# 안양역
안양역(安養驛, Anyang station)은 경기도 안양시 만안구 안양동에 있는 경부선의 철도역이다. 일부 무궁화호와 수도권 전철 1호선의 모든 열차가 정차한다. 역은 엔터식스 2층 통로와 연결되어 있으며 인근에 대림대학교, 연성대학교, 안양대학교, 안양1번가, 이마트 안양점 등이 있다. 향후 월곶-판교선 (경강선)이 개통되면 환승역이 될 예정이다.

## 역사
- 1905년 1월 1일 : 보통역으로 영업 개시
- 1951년 1월 26일 : 한국 전쟁으로 인해 역사 소실
- 1956년 6월 23일 : 역사 준공
- 1974년 8월 15일 : 수도권 전철 1호선 개통과 함께 전철역이 됨
- 1976년 1월 1일 : 민수용 무연탄 도착취급역 지정[2]
- 1980년 9월 1일 : 수소화물 취급 중지[3]
- 1993년 2월 15일 : 무연탄 화물 도착 취급역 지정 취소[4]
- 1994년 1월 11일 : 화물 취급 중지[5]
- 2001년 12월 : 민자역사 완공
- 2007년 6월: 새마을호 정차 개시
- 2008년 12월 1일: 새마을호 정차 폐지
- 2009년 6월 1일 : 누리로 정차 개시
- 2010년 : 스크린도어 설치
- 2019년 12월 30일 : 서울~신창간 누리로 다시 운행 중지
- 2020년 1월 13일 : 누리로 재운행 개시(서울~신창)
- 2020년 3월 2일 : 호남선 누리로 운행 중지
- 2020년 5월 23일 : 누리로 운행중지(서울~신창)
- 2023년 11월 2일: ITX-마음 정차 개시

## 역 구조
현재의 역사 건물은 2002년에 민자역사로 건설된 것으로, 역 내부에 롯데백화점 안양점이 위치하였으나, 롯데백화점이 폐점되고 엔터식스가 2019년 8월부터 영업 중이다. 전철 승강장에는 스크린도어가 설치되어 있다. 안양역의 경우 수도권 전철의 양 방향 운임 구역은 중첩되나 무궁화호를 승차할 수 있는 운임 구역과는 분리되어 있다. 출구는 2개이다.

### 승강장
| ↑관악(1호선)/↑영등포(경부선) |
| \| ２ \| ３ \|               |
| \| １２ \| ３４ \|           |
| 명학(1호선)↓/수원(경부선)↓   |

| 번호 | 노선                              | 열차                | 행선지                                      |
| ---- | --------------------------------- | ------------------- | ------------------------------------------- |
| 1    | ● 수도권 전철 1호선               | 완행                | 금천구청 · 구로 · 광운대 방면               |
| 1    | ● 수도권 전철 1호선               | 급행                | 금천구청 · 가산디지털단지 · 청량리 방면     |
| 2    | 경부선                            | 무궁화호 · ITX-마음 | 영등포 · 용산 · 서울 방면                   |
| 2    | ● 수도권 전철 1호선               | B급행               | 금천구청 · 영등포 · 서울 방면               |
| 3    | 경부선 · 호남선 · 전라선 · 장항선 | 무궁화호 · ITX-마음 | 부산 · 목포 · 광주 · 여수엑스포 · 익산 방면 |
| 3    | ● 수도권 전철 1호선               | B급행               | 군포 · 의왕 · 성균관대 · 수원 · 천안 방면   |
| 4    | ● 수도권 전철 1호선               | 완행                | 수원 · 병점 · 서동탄 · 천안 · 신창 방면     |
| 4    | ● 수도권 전철 1호선               | 급행                | 금정 · 성균관대 · 수원 · 천안 · 신창 방면   |

## 역 주변

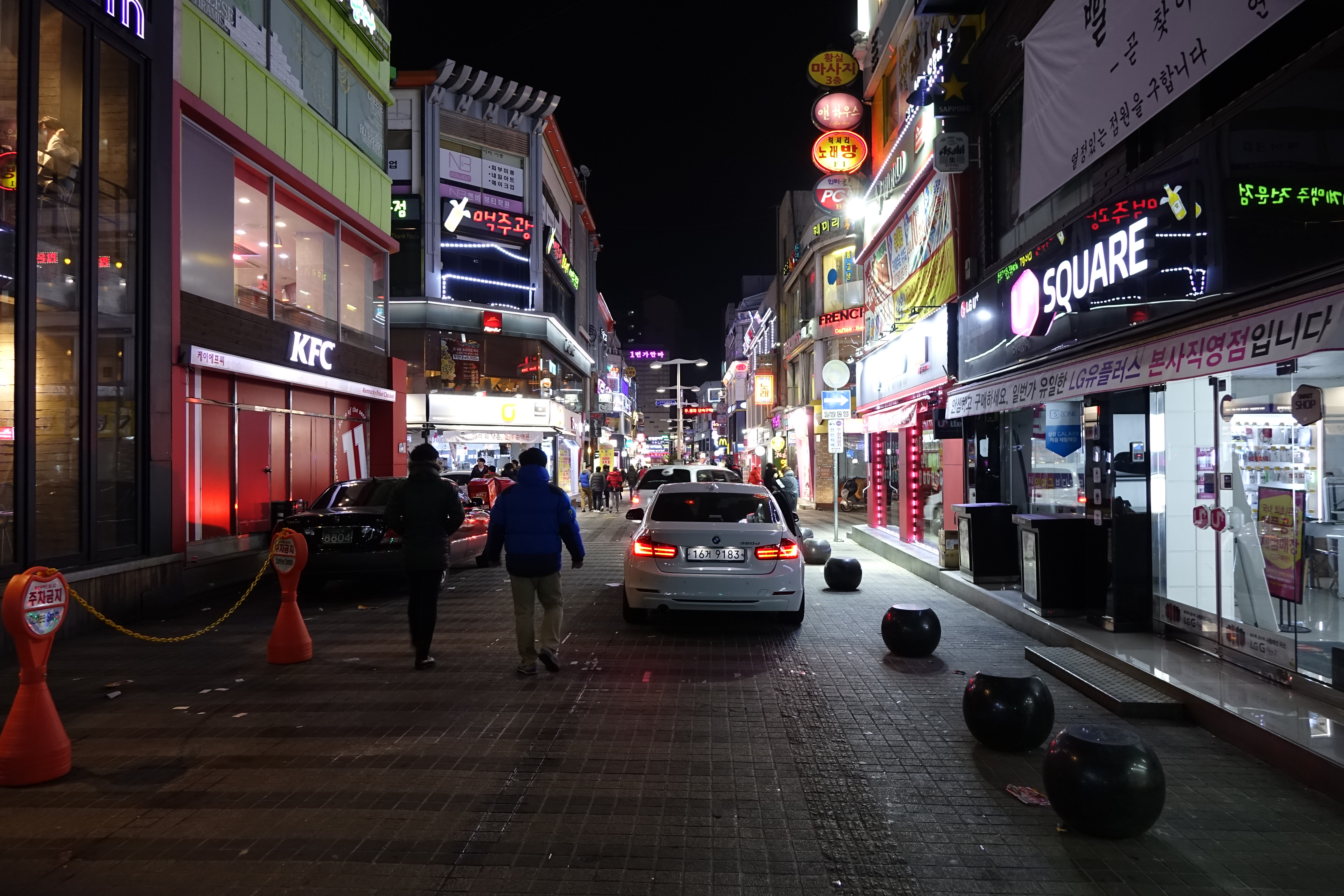
안양1번가

- 대림대학교
- 임곡중학교
- 안양중앙시장
- 안양역사쇼핑몰
  - 엔터식스 안양역점
  - 시코르 엔터식스 안양점
  - 롯데시네마 안양점
  - 신한은행 안양역지점
- 만안치안센터
- 안양역시외버스터미널
- 연성대학교
- 안양공업고등학교
- 안양대학교
- 안양여자중학교
- 안양여자고등학교
- 안양천
- 안양치안센터
- 안양1동행정복지센터
- 안양2동행정복지센터
- 안양3동 행정복지센터
- 안양4동행정복지센터
- 안양6동행정복지센터
- 안양1번가
- 안일초등학교
- 양명고등학교, 양명여자고등학교
- 이마트 안양점
- 중앙파출소
- 안양예술공원
- 만안교
- 안양고용노동지원센터

## 운행 정보
- ITX-마음, 무궁화호 주중 상행 13회 하행 12회, 주말 상행 12회, 하행 13회의 일반열차가 운행한다. 무궁화호의 열차번호는 다음과 같다.

경부선: 1302, 1303, 1307, 1310, 1312, 1314, 1323, 1325, 1328
호남선: 1401, 1442, 1443
충북선: 1382
광주선: 1421, 1424
전라선: 1502, 1506
장항선: 1153  , 1552, 1553, 1555, 1565, 1567

## 승차량 변동

### 일반열차
| 연도와 승하차 | 연도와 승하차 | 이용 인원 | 이용 인원 | 이용 인원 | 이용 인원 | 이용 인원 | 이용 인원 | 이용 인원 |
| 연도와 승하차 | 연도와 승하차 | KTX       | 산천      | 새마을    | 무궁화    | 누리      | 청춘      | 총계      |
| ------------- | ------------- | --------- | --------- | --------- | --------- | --------- | --------- | --------- |
| 2013년        | 승차          | 미정차    | 미정차    | 미정차    | 202508    | 157501    | 미정차    | 360009    |
| 2013년        | 하차          | 미정차    | 미정차    | 미정차    | 171680    | 130320    | 342       | 302342    |

### 수도권 전철
| 노선   | 승차 인원 | 승차 인원 | 승차 인원 | 승차 인원 | 승차 인원 | 승차 인원 | 승차 인원 | 승차 인원 | 주 석 |
| 노선   | 2000년    | 2001년    | 2002년    | 2003년    | 2004년    | 2005년    | 2006년    | 2007년    | 주 석 |
| ------ | --------- | --------- | --------- | --------- | --------- | --------- | --------- | --------- | ----- |
| 경부선 | 18838     | 21538     | 27618     | 30947     | 23763     | 24537     | 25358     | 26402     | [ 9 ] |
| 노선   | 2008년    | 2009년    | 2010년    | 2011년    | 2012년    | 2013년    | 2014년    | 2015년    |       |
| 경부선 | 27651     | 27864     | 28492     | 29783     | 29211     | 29268     | 29315     | 29058     | [ 9 ] |

## 인접한 역
| ITX-마음                             | ITX-마음                             | ITX-마음                                           |
| ------------------------------------ | ------------------------------------ | -------------------------------------------------- |
| 영등포 용산 방면                     | ITX-마음 장항선                      | 수원 홍성 방면                                     |
| 무궁화호                             |                                      |                                                    |
| 영등포 서울 방면 용산 방면 용산 방면 | 무궁화호 경부선·호남선 장항선·전라선 | 수원 부산 방면 목포·광주 방면 익산·여수엑스포 방면 |
| 광역전철 (경부선)                    |                                      |                                                    |
| P146 관악 광운대 방면                | ● 수도권 전철 1호선 경부선 완행      | P148 명학 서동탄·신창 방면                         |
| P144 금천구청 청량리 방면            | ● 수도권 전철 1호선 경부선 급행 A    | P149 금정 신창 방면                                |
| P144 금천구청 서울역 (지상) 방면     | ● 수도권 전철 1호선 경부선 급행 B    | P150 군포 천안 방면                                |

## 사진

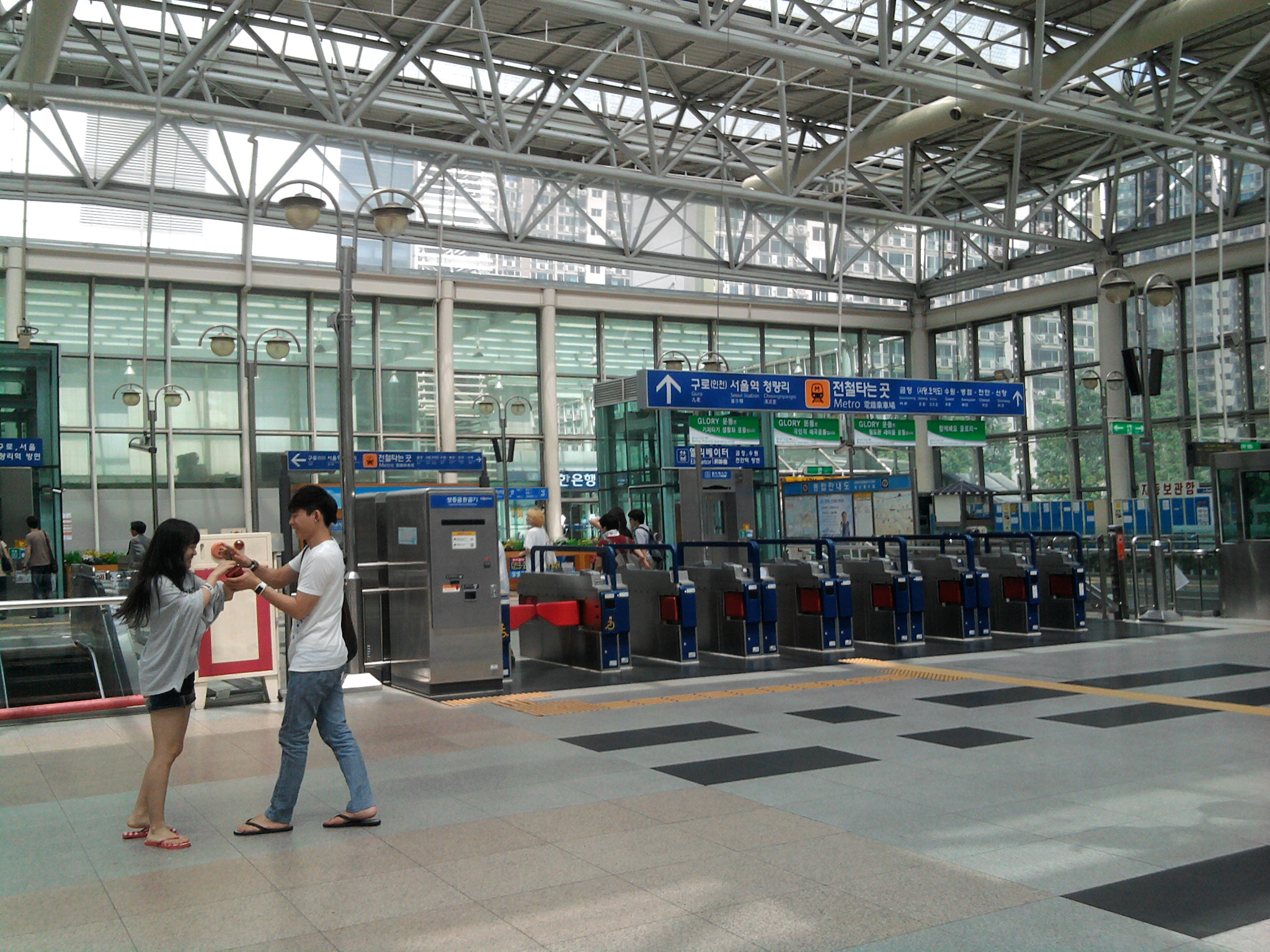
안양역 대합실
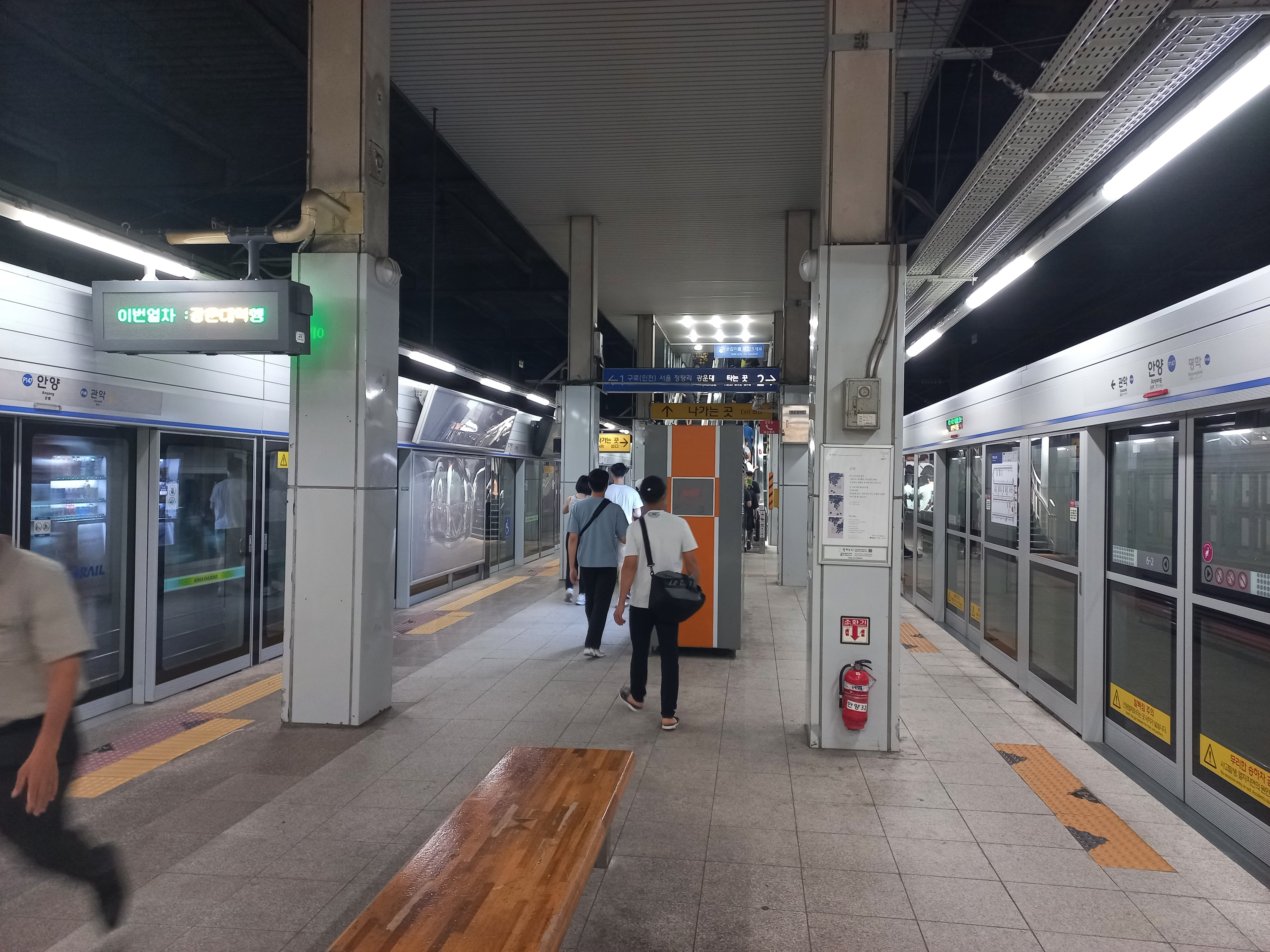
전철 승강장
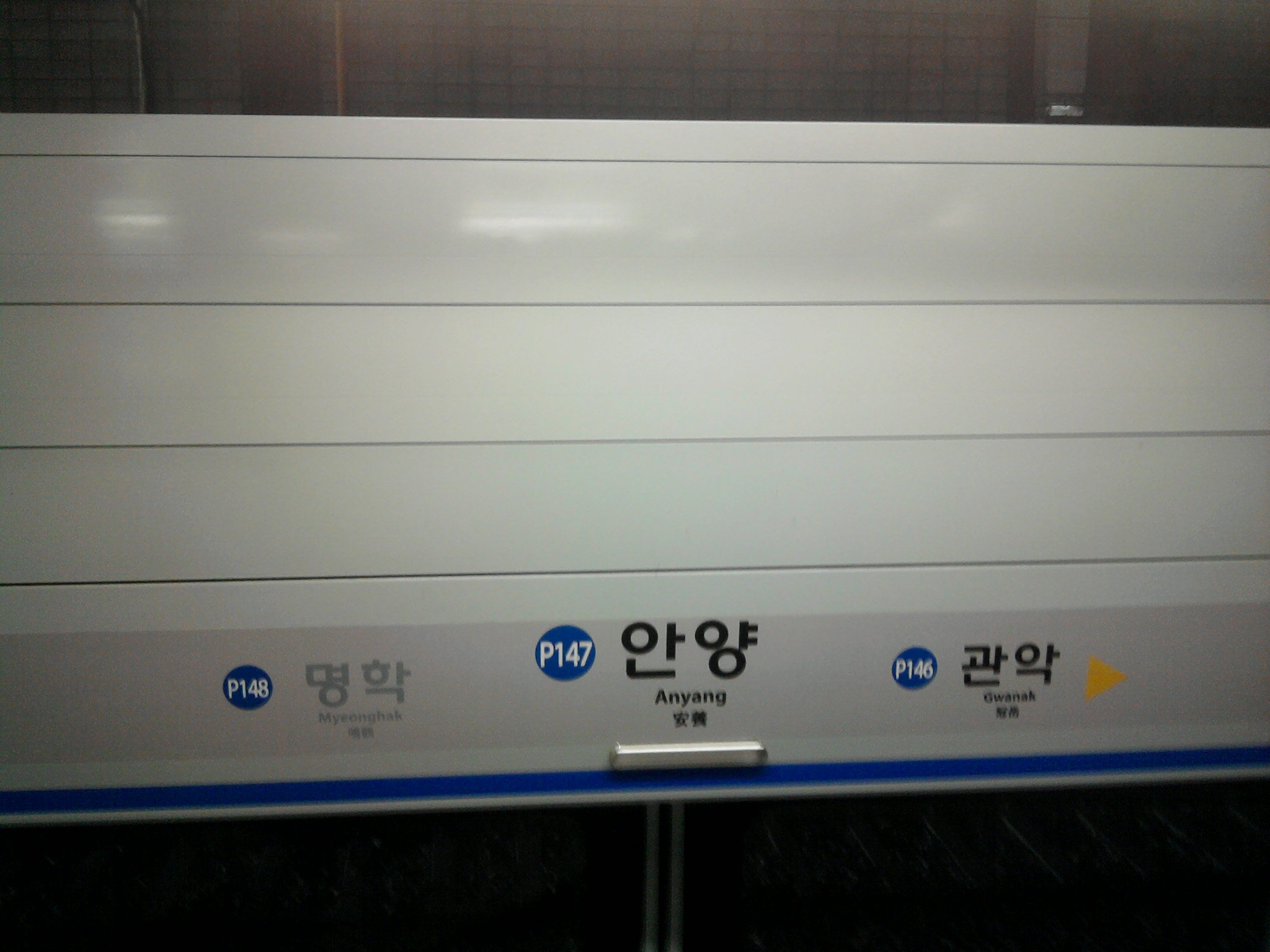
스크린도어 역명판
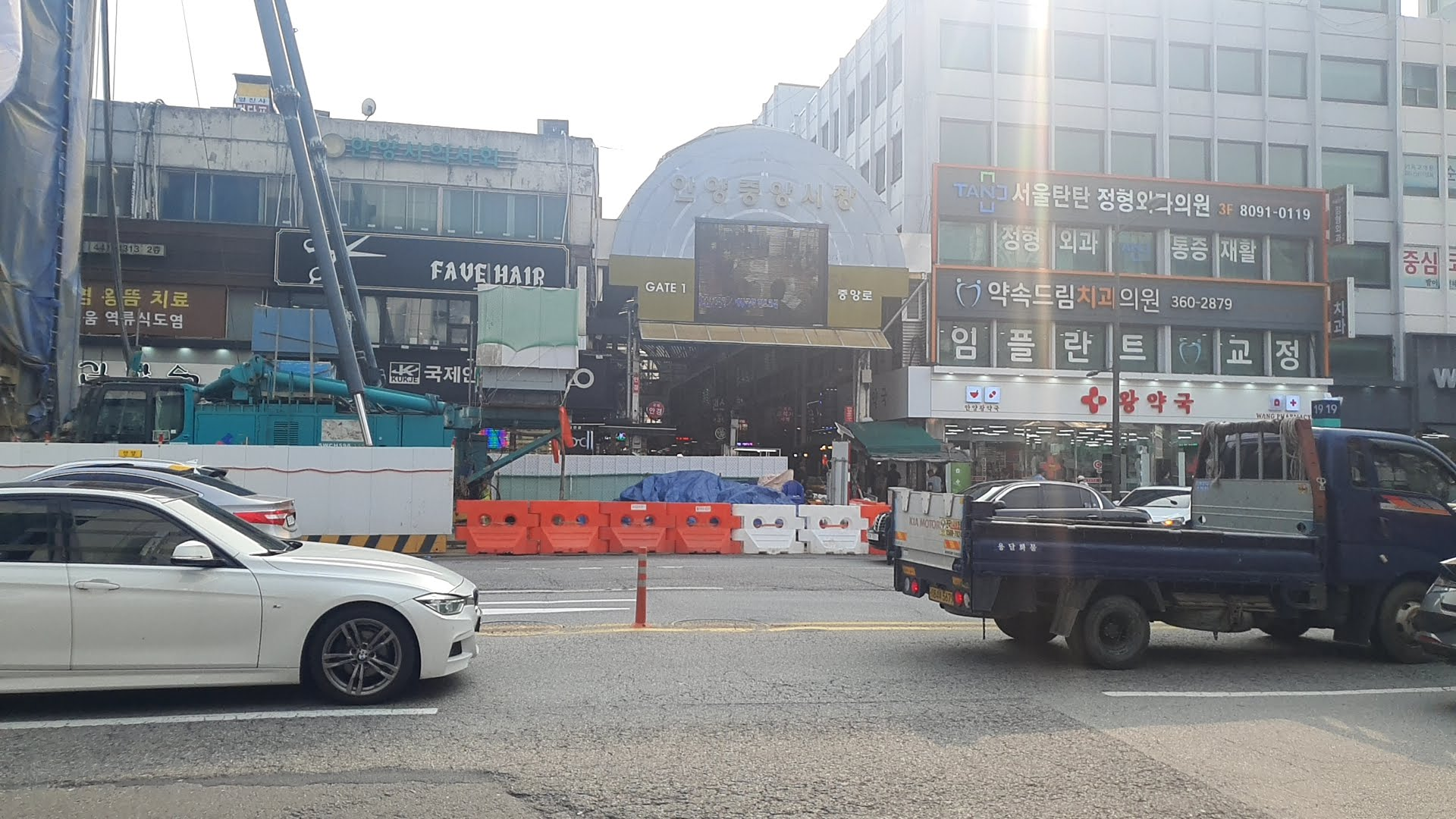
경강선 공사중
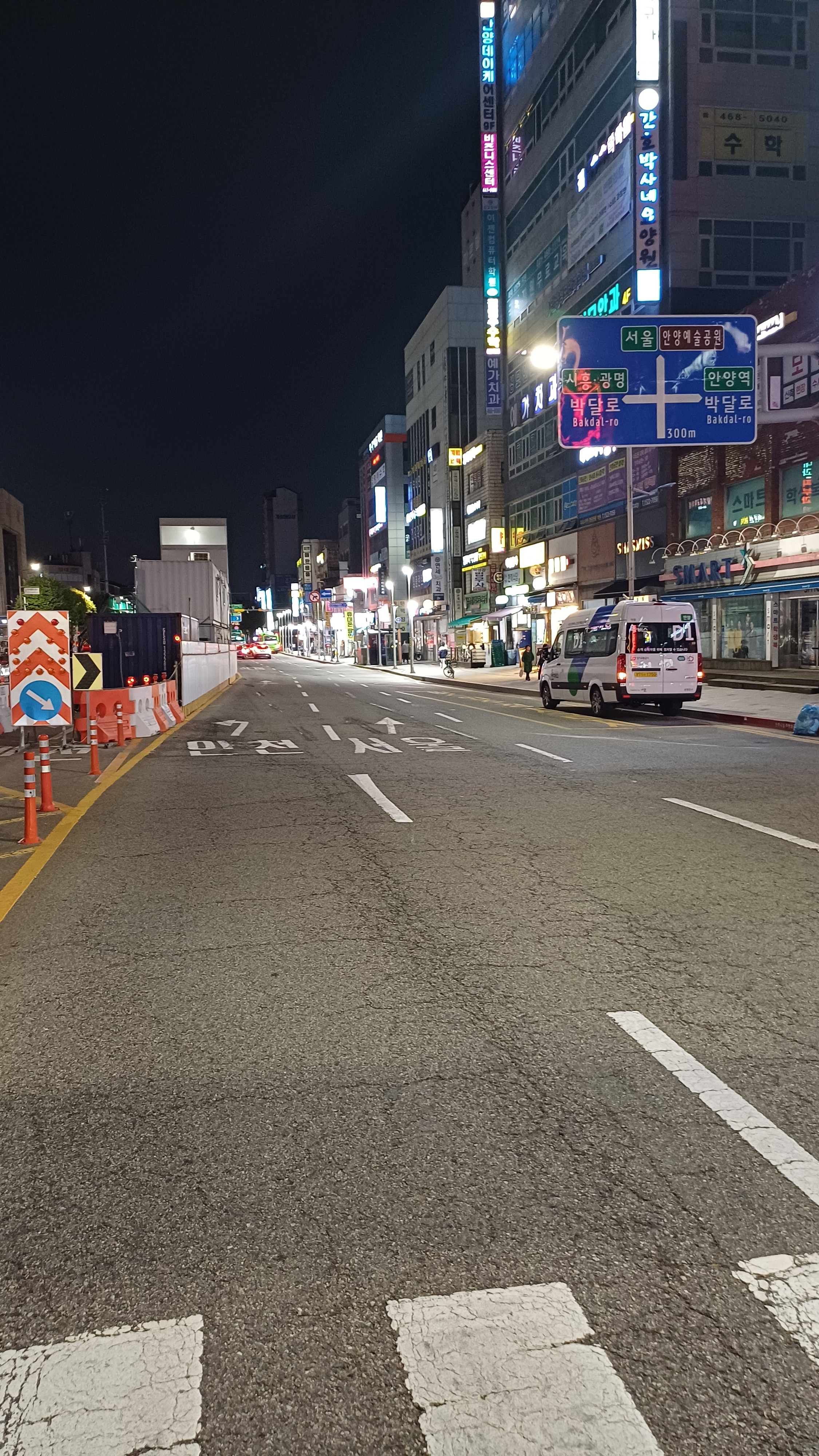
경강선 공사중2